# Katherine Ryan
Katherine Louisa Ryan, född 30 juni 1983, är en kanadensisk komiker som verkar i Storbritannien.
Hon har medverkat i många brittiska panelshower, bland annat som ordinarie lagkapten i 8 Out of 10 Cats och Never Mind the Buzzcocks och deltagare i program som A League of Their Own, Mock the Week, Would I Lie to You?, QI, Just a Minute, och Have I Got News For You

## Biografi
Katehrine Ryan växte upp i Sarnia i Ontario i Kanada med två yngre systrar. Hennes far var från Irland och de besökte ofta farföräldrarna i Cork på Irland.
Vid 18 års ålder började hon studera stadsplanering vid Toronto Metropolitan University. När hon gick på universitetet arbetade hon på restaurangkedjan Hooters, först som servitris och sedan med att företagsutbildning av servitriserna. Det var också under studierna började hon också med standup genom att delta i "open mic", där publiken uppmanas att gå upp och underhålla.
Hon var också presentatör i några avsnitt av den kanadensiska versionen av musikprogrammet Video on Trial mellan 2005 och 2008.
Efter examen fortsatte hon att arbeta för Hooters inom utbildning och hon kom till England när hon var med och öppnade den första engelska filialen i Nottingham. Hennes dåvarande partner ville prova att bo i London, så hon gick med på att göra det i en månad sommaren 2007, och flyttade dit permanent från januari 2008.
I England kom hennes mediala genombrott när hon deltog i Channel 4 :s 8 Out of 10 Cats 2012, som leds av Jimmy Carr. De gjorde också en nystart av hans program Your Face or Mine? tillsammans 2017.
Hon vann den andra säsongen av Bäst i test England, 2016.
År 2016 turnerade hon med egna showen Kathbum och 2017 släpptes hennes första ståuppspecial Katherine Ryan: In trouble, som var en inspelning av liveuppträdandet på Hammersmith Aplollo under den turnén. Hennes andra ståuppspecial släpptes 2019 med namnet Katherine Ryan: Glitter Room.

## Privatliv
Katherinfe Ryan är gift med ungdomskärleken Bobby Kootstra 2019. De dejtade först som tonåringar i högstadiet men gick sedan skilda vägar. De återförenades när hon återbesökte uppväxtstaden under en inspelning av den brittiska versionen av Vem tror du att du är? De gifte sig i Danmark i närvaro av hennes dotter från ett tidigare förhållande. Hennes andra barn, en son, föddes i juni 2021.